# 袁一
袁一（1929年—2006年11月17日），男，辽宁辽阳人，中国化学工程专家，曾任大连理工大学教授、博士生导师，第八届全国人大代表。